# Xysticus sikkimus
Xysticus sikkimus is een spinnensoort uit de familie van de krabspinnen (Thomisidae).
De wetenschappelijke naam van de soort werd in 1970 gepubliceerd door Benoy Krishna Tikader.